# Valget i Tyskland 1877
Valget i Tyskland 1877 blev afholdt den 10. januar 1877 og var det 3. føderale valg i Tyskland efter den tyske rigsgrundlæggelse.
Valgdeltagelsen var 60,6%, hvilket var meget svarende med valget i 1874.
Efter attentater mod kejser Wilhelm 1. og debat om den såkaldte Socialistlov, blev den tredje rigsdag opløst efter anmodning fra Bismarck til kejseren, og derefter udskrevet til nyvalg i 1878.

## Resultater
| Parti                                                      | Mandater |
| ---------------------------------------------------------- | -------- |
| Nationalliberale (NL - Nationalliberalen)                  | 128      |
| Det katolske centerparti (Z - Zentrum)                     | 93       |
| Konservative (DK - Deutschkonservativen)                   | 40       |
| Konservative nationalister (DRP - Deutsche Reichspartei)   | 38       |
| Frisindede Liberale (FP - Freisinnige Partei)              | 35       |
| Franske og elsassiske regionalister (A - Asatianen)        | 15       |
| Den polske liste (P - Polen)                               | 14       |
| Liberale (LV - Liberale Vereinigung)                       | 13       |
| SPD                                                        | 12       |
| Deutsch-Hannoversche Partei (DHP - hannoverske loyalister) | 10       |
| Nationalister (DVP - Deutsche Volkspartei)                 | 4        |
| Den danske liste (D - Dänen)                               | 1        |
| Totalt                                                     | 398      |

| Valg | Spire Denne valgsartikel er en spire som bør udbygges. Du er velkommen til at hjælpe Wikipedia ved at udvide den. |